# Nemzeti Bajnokság I 1905
La Nemzeti Bajnokság I 1905 fue la quinta edición del Campeonato de Fútbol de Hungría y el último de calendario anual. El campeón fue el Ferencvárosi TC, que conquistó su segundo título de liga. Descendió a la NBII el MAFC. El goleador fue Jenő Károly, del MTK Budapest. Se otorgaron dos puntos por victoria, uno por empate y ninguno por derrota. Hubo escándalos de soborno del Postás y el Fővárosi TC.

## Tabla de posiciones
|   | Equipo          | PJ | PG | PE | PP | GF | GC | DG  | Pts | Notas      |
| - | --------------- | -- | -- | -- | -- | -- | -- | --- | --- | ---------- |
| 1 | Ferencvárosi TC | 16 | 11 | 4  | 1  | 54 | 12 | +42 | 26  | Campeón    |
| 2 | Postás          | 15 | 11 | 4  | 0  | 33 | 9  | +24 | 26  |            |
| 3 | MTK             | 16 | 10 | 3  | 3  | 55 | 11 | +44 | 23  |            |
| 4 | Újpesti TE      | 16 | 8  | 2  | 6  | 35 | 22 | +13 | 18  |            |
| 5 | Magyar AC       | 16 | 8  | 1  | 7  | 40 | 19 | +21 | 17  |            |
| 6 | Fővárosi TC     | 15 | 4  | 4  | 7  | 29 | 30 | -1  | 12  |            |
| 7 | 33 FC           | 16 | 4  | 2  | 10 | 15 | 42 | -27 | 10  |            |
| 8 | MÚE             | 16 | 2  | 2  | 12 | 13 | 65 | -52 | 6   |            |
| 9 | MAFC            | 16 | 1  | 0  | 15 | 6  | 70 | -61 | 2   | Descendido |

PJ = Partidos jugados; PG = Partidos ganados; PE = Partidos empatados; PP = Partidos perdidos; GF = Goles a favor; GC = Goles en contra; DG = Diferencia de gol; Pts = Puntos